# الأسمدة المتحكم بتحريرها

الميثيلين ثنائي اليوريا (MDU) هو أحد مكونات الأسمدة الأكثر شيوعاً التي يتم تحريرها من خلال التحكم.

الأسمدة المتحكم بتحريرها (CRF) هي عبارة عن نوع من السماد الحبيبي الذي يطلق المغذيات تدريجياً في التربة (أي مع فترة تحرير مضبوطة). يُعرف السماد المتحكم فيه أيضاً باسم الأسمدة الخاضعة للرقابة، أو السماد المتأخر التحرير، أو السماد المقنن، أو السماد البطيء المفعول. عادة ما يشير CRF إلى الأسمدة القائمة على النيتروجين. يتضمن التحرير البطيء والمنظم 0.15٪ (562000 طن) فقط من سوق الأسمدة (1995م).

## تاريخ
تم إنتاج تقنيات تحرير النيتروجين المتحكم بها اعتماداً على البوليميرات المشتقة من الجمع بين اليوريا والفورم الديهيد لأول مرة في عام 1936م وتم تسويقها في عام 1955م. كان المنتج الأول يحتوي على 60 في المائة من إجمالي النيتروجين بشكل غير القابل للذوبان في الماء البارد، والمنتج غير المتفاعل (التحرير السريع) أقل من 15 في المائة. تم تسويق ميثيلين اليوريا، مثل الميثيلين ثنائي اليوريا، في الستينيات والسبعينيات من القرن الماضي، حيث تحتوي على 25٪ و 60٪ من النيتروجين على هيئة نيتروجين يوريا غير قابل للذوبان في الماء البارد وغير متفاعل في نطاق 15٪ إلى 30٪.
في الستينيات بدأ المركز الوطني لتطوير الأسمدة التابع لسلطة وادي تينيسي في الولايات المتحدة بتطوير اليوريا المغلفة بالكبريت. تم استخدام الكبريت كمادة طلاء رئيسية بسبب تكلفته المنخفضة وقيمته كمغذي ثانوي.  عادة يضاف الشمع أو البوليمر لإتمام التغليف. تعتمد خصائص التحرير البطيء على تحلل المادة المانعة للتسرب الثانوية بواسطة ميكروبات التربة بالإضافة إلى العيوب الميكانيكية (الشقوق، إلخ) في الكبسولة. الإصدار المتأخر يستغرقمن 6 إلى 16 أسبوعاً في التطبيقات على العشب بشكل نموذجي. عندما يتم استخدام بوليمر صلب كطلاء ثانوي، فإن الخصائص هي تقاطع بين الجسيمات التي يتم التحكم بانتشارها والمغلفة بالكبريت التقليدية.

## مزايا
تعد العديد من العوامل محفزة على استخدام CRF, بما في ذلك الاستخدام الأكثر كفاءة للأسمدة. حيثمن المقدر، في المتوسط، فقدان 16٪ من الأسمدة التقليدية القائمة على النيتروجين عن طريق التبخر (مثل NH 3, N 2 O, N 2) أو جريان الأمونيا. عامل آخر يفضل استخدام CRT هو توفير الحماية للمحاصيل من التلف الكيميائي (حرق الأسمدة). بالرغم من أنها توفر التغذية للنباتات، فإن الأسمدة الزائدة يمكن أن تكون سامة لنفس النبات. أخيراً تعتبر المزايا المهمة اقتصادية: عدد أقل من مرات الرش واستخدام أقل للأسمدة بشكل عام. تم تحسين النتائج في معظم الحالات بنسبة> 10٪.

### اعتبارات بيئية
CRF لديه القدرة على تقليل التلوث النيتروجيني، الذي يؤدي إلىفرط المغذيات. الاستخدام الفعال للأسمدة النيتروجينية له صلة أيضاً بانبعاث N2O في الغلاف الجوي كل عام، 36٪ منها ناتج عن النشاط البشري. حيث يتم إنتاج N2O عن طريق الكائنات الحية الدقيقة التي تعمل على الأمونيا بشكل أسرع من قدرة النبات على امتصاص هذه المغذيات.

### التنفيذ
ييقدم السماد إما عن طريق رش التربة، أو عن طريق خلط السماد في التربة قبل البذار. يعطي طلاء البوليمر في السماد الأقراص والمسامير «تحريراً حقيقياً للوقت» أو «تحريراً مرحلياً للمغذيات» (SNR) لمغذيات الأسمدة. يعمل NBPT كمثبط لإنزيم اليورياز.  تضاف مثبطات اليوريا بمستويات 0.05 في المائة من الوزن إلى الأسمدة القائمة على اليوريا للتحكم في تحولها إلى الأمونيا.

## آليات التحرير

كما يستخدم ثنائي اليوريا كروتونيليدين باعتباره CRF.

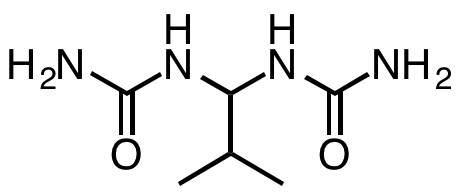
Isobutylidenediurea (IBDU) هو نوع آخر من CRF.

يتم تحديد معدل التحرير من خلال عدة عوامل رئيسية: (1) انخفاض قابلية الذوبان للمركبات في رطوبة التربة، (2) انهيار الطلاء الواقي المطبق على كريات الأسمدة، (3) تحويل المواد الكيميائية إلى أمونيا أو مغذيات نباتية فعالة. 
الأسمدة التقليدية قابلة للذوبان في الماء، وبالتالي المواد المغذية تتشتت. نظراً لأن الأسمدة المتحكم عبتحريرها ليست قابلة للذوبان في الماء، فإن مغذياتها تنتشر في التربة بشكل أبطأ. قد تحتوي حبيبات الأسمدة على ركيزة غير قابلة للذوبان أو غلاف شبه نفاذي يمنع الذوبان بينما يسمح للمواد المغذية بالتدفق إلى الخارج.

## تعريفات
نشرت رابطة مسؤولي مراقبة الأغذية النباتية الأمريكية (AAPFCO) التعريفات العامة التالية (المنشور الرسمي رقم 57):
- سماد بطيء التحرير أو متحكم بإطلاقه : سماد يحتوي على مغذيات نباتية بشكل يؤخر توافره لامتصاص النبات واالاستفادة منه بعد التطبيق، أو يزيد من توافره للنبات لفترة أطول بكثير من السماد السريع مثل نترات الأمونيوم أو اليوريا، فوسفات الأمونيوم أو كلوريد البوتاسيوم. قد يحدث هذا التأخير في التوافر الأولي أو تمديد الوقت لاستمرار التوافر عن طريق مجموعة متنوعة من الآليات. يتضمن ذلك قابلية الذوبان في الماء الخاضعة للرقابة من خلال الطلاءات شبه النفاذة، الانسداد، المواد البروتينية، أو الأشكال الكيميائية الأخرى، عن طريق التحلل المائي البطيء لمركبات منخفضة الوزن الجزيئي قابلة للذوبان في الماء، أو بوسائل أخرى غير معروفة.
- سماد نيتروجين مستقر: سماد يضاف إليه مثبت نيتروجين. مثبت النيتروجين هو مادة تضاف إلى السماد الذي يطيل الوقت الذي يبقى فيه مكون النيتروجين في السماد في التربة في شكل يوريا- N أو الأمونياكال- N.
- مثبط النترجة : مادة تمنع الأكسدة البيولوجية للأمونياكال- N إلى النترات- N.
- مثبط اليورياز : مادة تثبط عمل التحلل المائي على اليوريا بواسطة إنزيم اليورياز.

## أمثلة
معظم الأسمدة بطيئة التحرير هي مشتقات من اليوريا، وهو سماد مستقيم يوفر النيتروجين. يتحول Isobutylidenediurea ("IBDU") واليوريا فورم الدهيد ببطء في التربة إلى اليوريا، والتي تمتصها النباتات بسرعة. IBDU هو مركب واحد صيغته (CH3)2CHCH(NHC(O)NH2)2 بينما تتكون اليوريا فورم الدهيد من مزيج من الصيغة التقريبية (HOCH2NHC(O)NH)nCH2.
الأسمدة المتحكم بتحريرها هي الأسمدة التقليدية والتي تكون مغلفة بغلاف يتحلل بمعدل محدد. الكبريت مادة تغليف نموذجية. تستخدم المنتجات المطلية الأخرى اللدائن الحرارية (وأحياناً أسيتات فينيل الإيثيلين والمواد الخافضة للتوتر السطحي، إلخ) لإنتاج يوريا متحكم بتحريرها أو غيرها من الأسمدة التي يتحكم فيها الانتشار. يمكن أن ينتج «طلاء الطبقة التفاعلية» أغشية أرق وأرخص ثمناً عن طريق تطبيق المونومرات التفاعلية في نفس الوقت على الجسيمات القابلة للذوبان. «Multicote الغطاء المتعدد» هي عبارة عن عملية يتم فيها تطبيق طبقات من أملاح الأحماض الدهنية منخفضة التكلفة مع طبقة سطحية من البارافين.